# シェルトン (護衛駆逐艦)
|           | |
| 艦歴      | |
| 発注:     | |
| 起工:     | 1943年11月1日 |
| 進水:     | 1943年12月18日 |
| 就役:     | 1944年4月4日 |
| 退役:     | |
| その後:   | 1944年10月3日に戦没                                                                                                  |
| 除籍:     | 1944年11月27日 |
| 性能諸元  | |
| 排水量:   | 基準：1,350トン 満載：1,745トン                                                                                      |
| 全長:     | 306 ft 0 in |
| 全幅:     | 36 ft 8 in |
| 吃水:     | 9 ft 5 in |
| 機関:     | ギアード・タービン、2軸推進                                                                                          |
| 最大速:   | 24ノット |
| 航続距離: | 6,000 海里 (10,000 km) 12ノット時                                                                                    |
| 乗員:     | 士官14名 下士官兵201名                                                                                               |
| 兵装:     | 38口径5インチ砲2基 ボフォース40mm機銃連装2基 エリコン20mm機銃10門 21インチ魚雷発射管3基 ヘッジホッグ1基、爆雷軌条2基 |

シェルトン (USS Shelton, DE-407) は、アメリカ海軍の護衛駆逐艦。ジョン・C・バトラー級。艦名はミッドウェー海戦で行方不明となった海軍パイロット、ジェームズ・A・シェルトン少尉に因む。

## 艦歴
シェルトンは1943年11月1日にテキサス州ヒューストンのブラウン造船で起工され、1943年12月18日にジョン・シェルトン夫人によって進水、1944年4月4日にルイス・B・ソロモン海軍予備大尉の指揮下就役した。
慣熟航海などの後、6月16日にボストンからサンフランシスコへ向けて出発した。サンフランシスコには7月6日に到着し、その3日後に真珠湾へ向かった。7月26日、シェルトンはエニウェトク環礁へ向かう船団の一員として真珠湾を出発した。8月6日に目的地に着き、それから空母5隻を中心とする第57任務部隊に加わってアドミラルティ諸島へ向かった。アドミラルティ諸島には8月13日に到着し、翌月、モロタイ島攻撃部隊の一部である第77.1.2任務群（クリフトン・スプレイグ少将）に配属され、モロタイ島周辺で活動していた。
10月3日、モロタイ島を出撃して対潜掃討任務を開始した、ファンショー・ベイ (USS Fanshaw Bay, CVE-70) 、ミッドウェイ (USS Midway, CVE-63) を基幹とする第77.1.2任務隊を護衛していたシェルトンは、日本の潜水艦呂号第四十一潜水艦（呂41）に攻撃された。発射された4本の魚雷のうち、1本がファンショー・ベイの至近を通過し、ファンショー・ベイから警報が発せられた。警報を受けたシェルトンも迫る1本を回避するものの、別の1本が右舷スクリュー上部に命中した。爆発で13名が戦死し、22名が負傷した。乗員はシェルトンに横付けした僚艦リチャード・M・ローウェル (USS Richard M. Rowell, DE-403) に救助された。やがて駆逐艦ラング (USS Lang, DD-399) らが救援に駆けつけ、航行不能となったシェルトンを曳航し始めた。しかし、浸水はますますひどくなり、21時45分に転覆。ラングは依然浮いていたシェルトンの船体を砲撃して処分した。シェルトンは1944年11月27日に除籍された。
シェルトンの沈没は思いがけない椿事を生み出した。シェルトンに横付けして救援していたリチャード・M・ローウェルは、水中聴音によって潜水艦がいることを突き止め、シェルトンの側を離れて爆雷攻撃の準備に入った。ミッドウェイからも、呂41を発見して攻撃するためのTBF アヴェンジャーが発進した。やがて、潜航しつつある潜水艦を発見して攻撃態勢に入り、リチャード・M・ローウェルも報告を受けて当該海域に急行した。13時40分、リチャード・M・ローウェルはついに潜水艦を発見してヘッジホッグで攻撃したところ、相手は信号のようなものを発信してきた。「味方（アメリカ）に成りすましている」と判断したリチャード・M・ローウェルのハリー・アラン・バーナード・ジュニア艦長は、再度のヘッジホッグ攻撃を行って、ついに潜水艦を破壊する事に成功した。バーナード艦長は、この潜水艦がシェルトンに魚雷を命中させた潜水艦だと信じていたが、実は、この潜水艦は味方のシーウルフ (USS Seawolf, SS-197) だった。シーウルフの音信不通により査問委員会が開かれ、リチャード・M・ローウェルが同士討ちをやったことを確認した。バーナード艦長は「攻撃精神が旺盛だった」という理由でシロとなったものの、リチャード・M・ローウェル自体は第77.1.2任務隊から外される事となった。
シェルトンは第二次世界大戦の戦功で1個の従軍星章を受章した。